# Lámed-váv cádikim
Lámed-váv cádikim, (héber nyelven: ל "ו צַדִּיקִים, 'harminchat igaz ember') a zsidó hagyomány szerint az egyszerre élő, de az emberek által nem ismert minimális számú igaz ember, akiknek érdemeiért Isten fenntartja a világot és akiknek ezért a világ bármely pillanatban a létét köszönheti.
A harminchat igaz ember fogalma a Talmudból ered (Szanhedrin 97b és Szukká 45b), amely Ábájét idézve azt írja, „minden nemzedékben él nem kevesebb mint harminchat igaz ember, akik részei az isteni dicsfénynek”. Ábájé ezt a következtetést Izajás könyve alapján vonja le amelyben ez áll (Izajás 30:18): „Boldogok azok, akik hisznek Neki (Istennek)” A „Neki” szó héber megfelelője „לו”, amely a héber számírásban egyben a 36-os szám megfelelője (ל, 'lámed' a 30 jele, míg ו,'váv' a hatos számé).
Az eltelt évszázadok során a szentírás különböző részeinek kabbalisztikus értelmezése számos variációját eredményezte az igazember-toposznak. Felmerült, hogy a világ fennmaradásának 30, 45, vagy 72 igaz ember létezése a feltétele. Ez utóbbihoz kapcsolódott az a gondolat is, hogy az a 72 igaz ember közül 36 Erec Jiszraélben, 36 pedig azon kívül él. Idővel aztán a 36 igaz ember eszméje vált dominánssá a zsidó folklórban. Gershom Scholem német származású izraeli történész ezt a hellenisztikus asztrológia hatásával magyarázza. Később a lámed-váv cádikim a haszidizmus tanításában is helyt kapott.
A 36 igaz ember legendái kiemelkedő helyet kaptak a kelet-európai zsidó folklórban. Az igazak jiddisül a héber névből szláv képzővel alkotott lamed-vovnik nevet kapták, és a legendák szerint szent mivoltukat rejtve élnek a zsidók között. Életmódjuk nem különbözik a környező zsidókétól, nagyságuk nem a műveltségükben rejlik, hanem a jótetteikben, a nincstelenek megsegítésében. Csak a zsidókra leselkedő veszély pillanatában tárják fel a bennük rejtőző erőket, a veszély elmúltával pedig titokzatosan eltűnnek. A legendák szerint ha a lámed-váv cádikim egyike meghal, a rejtett igaz ember szerepe egy másik méltó személyre száll át.
A prágai Löw rabbi (a Gólem legendás megalkotója) így ír róluk:
„Amikor a lámed vovok egyike meghal, s lelke a mennybe száll, a Mindenható tízezer éven át melengeti kezében, hogy a szenvedés jege leolvadjon róla.”

## Forrás
- Naftali Prat főszerkesztő: Электронная еврейская энциклопедия: Ламед-вав цаддиким (orosz nyelven). eleven.co.il. Ассоциация по изучению еврейских общин, Jeruzsálem, 1976-2014. (Hozzáférés: 2021. szeptember 27.)